# Будка (Гомельская область)
Будка (бел. Будка) — деревня в Короватичском сельсовете Речицкого района Гомельской области Белоруссии. 

## География

### Расположение
В 18 км на юго-запад от Речицы, в 68 км от Гомеля и в 6 км от железнодорожной станции Демехи.

### Гидрография
На западной окраине деревни канава Ивня-Бонда, на востоке мелиоративные каналы.

## Транспортная система
Рядом автодорога Калинковичи — Гомель. В деревне 109 жилых домов (2004 год). Планировка — главная дугообразная улица с ориентацией с юго-востока на северо-запад. Застройка деревянными домами усадебного типа.

### Улицы
- Садовая
- Советская
- Солнечная
- Юбилейная
- Куликовская

## История
По письменным источникам деревня известна с XIX века в составе Ровенскослободской волости Речицкого уезда Минской губернии. В 1931 году организован колхоз «Доброволец». Работали ветряная мельница и кузница.
С 8 декабря 1926 года центр Будковского сельсовета Речицкого района Речицкого, с 9 июня 1927 года Гомельского округа.
Во время Великой Отечественной войны на фронтах погибло 74 жителя деревни. С 1959 года деревня являлась центром колхоза «Коммунар», в который входила также Богдановка. Действовали начальная школа, Дом культуры, библиотека, детский сад, отделение связи.
До 31 октября 2006 года в составе Капоровского сельсовета.

## Население

### Численность
2004 год — 109 дворов, 266 жителей.

### Динамика
- 1897 год — 74 двора, 490 жителей.
- 1908 год — 87 дворов, 579 жителей.
- 1930 год — 92 двора.
- 1959 год — 506 жителей (согласно переписи);
- 2004 год — 109 дворов, 266 жителей.

## Известные уроженцы
- П. С. Горбач — Герой Социалистического Труда